# Colobraro
Colobraro (Culubhrèr in dialetto locale) è un comune italiano di 1 047 abitanti della provincia di Matera in Basilicata.

## Geografia fisica
Colobraro è un centro agricolo dell'Appennino lucano nella valle del fiume Sinni. 
Sorge sulle pendici meridionali del Monte Calvario a 630 m s.l.m., arroccato su uno sprone dal quale domina da sinistra un ampio tratto della valle. Si trova nella parte sud-occidentale della provincia di Matera, al confine con la parte sud-orientale della provincia di Potenza. Il paese si trova nei pressi della strada statale 653 della Valle del Sinni (che collega Policoro a Lauria) e non lontano dal bacino artificiale formato dalla diga in terra (la più grande in Europa) costruita sul fiume Sinni tra la fine degli anni settanta e l'inizio degli anni ottanta in prossimità della stretta di Monte Cotugno, da cui ha preso il nome di lago di Monte Cotugno.
Confina con i comuni di Valsinni (8 km), Tursi (15 km), Senise (PZ) (19 km), Rotondella e Sant'Arcangelo (PZ) (22 km) e Noepoli (PZ) (23 km). Il territorio comunale ha un'altitudine minima di 95 m s.l.m. sul livello del mare e raggiunge la quota massima di 858 m s.l.m. con il Monte Sant'Arcangelo.

## Origini del nome
Secondo Giacomo Racioppi, il nome deriverebbe dal latino (locus) colubrārius, traducibile in ‘luogo di serpenti’. La parola latina ha continuazioni popolari limitate a dialetti meridionali e nel sardo. Omofono del toponimo lucano è il diffuso appellativo laziale colubro, che indica una cavità carsica.

## Storia
Antico centro basiliano, appartenne alla badia di Santa Maria di Cersosimo, di cui seguì le sorti fino al XII secolo. Posseduto per breve tempo dal conte Bertaimo d'Andria, passò ai conti di Chiaromonte e da questi, nel 1319, ai Sanseverino di Tricarico. Assegnato a metà del XIV secolo ai Poderico, fu successivamente dei Pignatelli, dei Carafa (principi dal 1617) ed infine dei Donnaperna. A seguito dell'unità d'Italia, il comune fu sconvolto dal brigantaggio e vi operarono le bande di Egidio Pugliese, Francesco Tuzio e Francesco Gulfo. In epoca fascista vi furono confinati alcuni oppositori del regime, profughi ebrei e zingari.

### Il "paese senza nome"
Nei paesi vicini, il paese è chiamato anche, in modo scaramantico più che dispregiativo, Quel paese in dialetto lucano (a seconda dei paesi): Cudde puaise (a Montalbano Jonico) o Chille paìse (nella vicina Valsinni). Ciò a causa della presunta innominabilità della parola Colobraro per la credenza superstiziosa che la semplice evocazione del nome porti sfortuna. Tale innominabilità è legata ad un aneddoto risalente agli anni quaranta. Durante una riunione di amministratori locali a Matera, il podestà di Colobraro Biagio Virgilio, alla fine di un suo discorso, avrebbe pronunciato parole del tipo: «Se non dico la verità, che possa cadere questo lampadario». A quanto si racconta, il lampadario sarebbe caduto davvero, poco dopo l'affermazione o alcuni giorni dopo, facendo alcune vittime o feriti. Virgilio ebbe a dire in seguito che l'episodio fu una calunnia di notabili e funzionari pubblici, che diffusero poi la voce in tutta la provincia materana. Un colobrarese che si recava nei comuni limitrofi veniva agevolato e trattato con rispetto per timore di eventuali disgrazie che avrebbe potuto portare.
A contribuire alla sinistra notorietà del paese fu la credenza, soprattutto degli abitanti dei paesi vicini, nelle arti magiche di alcune donne che vi dimoravano, tra cui una tale Maddalena La Rocca, immortalata da Franco Pinna nei primi anni cinquanta, per diverso tempo creduta una masciara, ovverosia una maga locale. In realtà la donna fotografata si chiamava Maria Francesca Fiorenza ed era una contadina, nonché filatrice e tessitrice, della quale non esistono prove di attività paranormali. Tuttavia, l'erronea attribuzione di Pinna fece della Fiorenza un'icona del Meridione periferico e arcaico del tempo, la cui immagine fu usata in libri, reportage e mostre come rappresentazione di un "mondo magico", contribuendo ad accrescere la fama di Colobraro negli ambienti antropologici.
Ernesto de Martino, con la sua équipe in cui figurava anche Pinna, visitò il paese nel 1952 e nel 1959 e riferì di essere stato protagonista, in accordo con la superstizione, di episodi sfortunati. Durante la prima spedizione del 1952, gli abitanti dei centri limitrofi informarono i ricercatori della nomea di Colobraro, ma lo staff ignorò i suggerimenti e si diresse verso il comune. Secondo quanto affermato dallo stesso De Martino:
(E. de Martino)
L’automobile su cui viaggiavano ebbe problemi sulla salita che conduce al borgo, il motore subì gravi danni e furono necessarie 23 000 lire per la riparazione. Giunti a Colobraro, ebbero un appuntamento con uno zampognaro che avrebbe dovuto accompagnarli per una documentazione sui rituali del posto, come il lamento funebre. L'uomo, in stato di ebbrezza e festante con i suoi colleghi per il ritorno al lavoro dopo mesi di inattività, morì cadendo dall'autocarro su cui viaggiava, circa un'ora prima dell'incontro. De Martino e la sua troupe parteciparono al funerale del malcapitato, anche con l'intento di registrare il canto funebre, ma infine rinunciarono:
(E. de Martino)
A questi due incidenti attestati, Ugo Dettore riportò alcune cronache nelle quali figurano altri aneddoti di dubbia veridicità che coinvolsero i membri della spedizione:
(U. Dettore)
In tempi moderni, i colobraresi hanno rivalutato l'immagine negativa del proprio comune come attrazione turistica, dedicando eventi sul folclore locale con l'obiettivo di promuovere il paesaggio e i prodotti tipici.

## Monumenti e luoghi d'interesse

### Architetture religiose

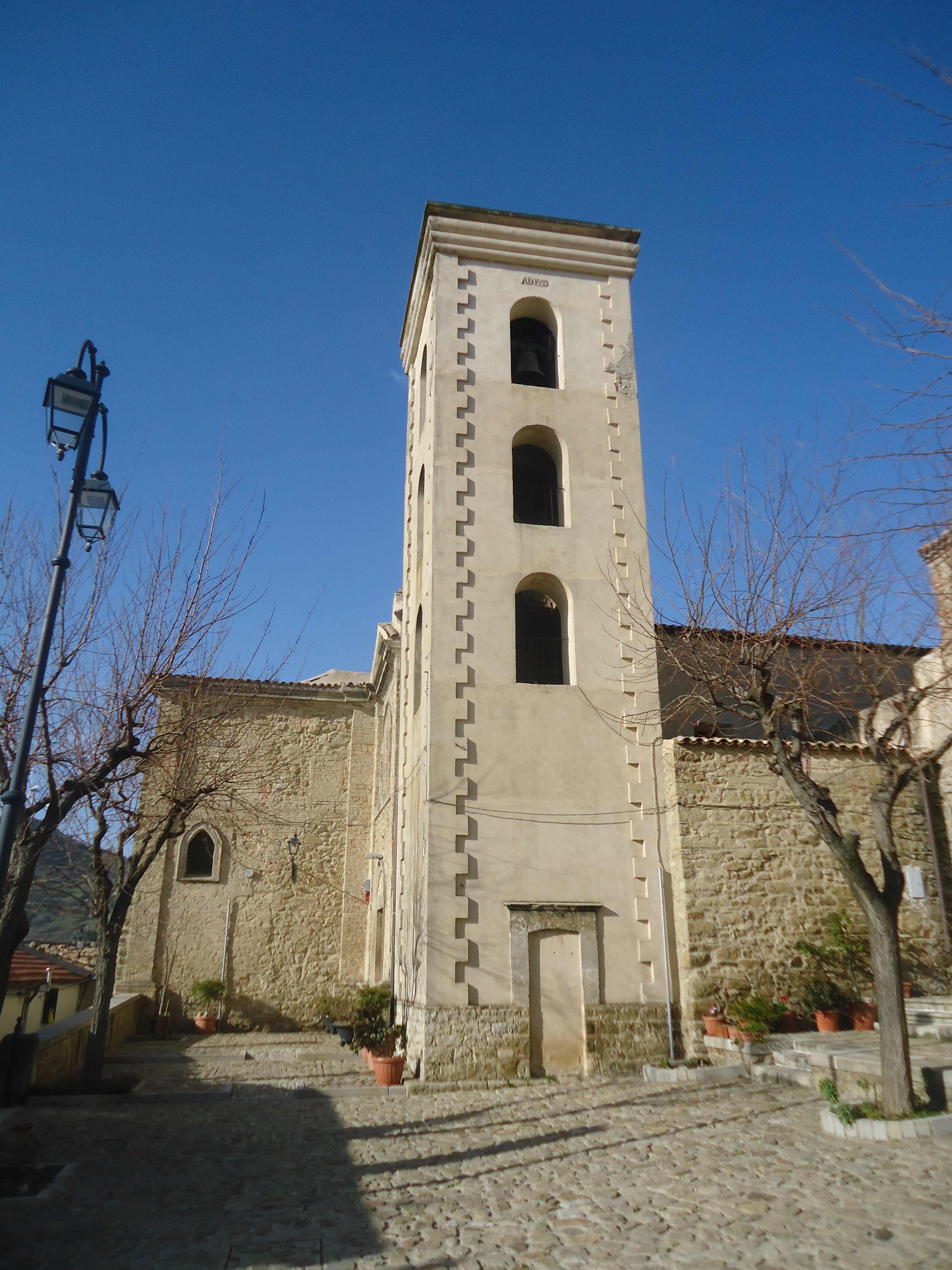
Chiesa madre di San Nicola

- Chiesa madre di San Nicola di Bari
- Cappella di Santa Maria della Neve o di Santa Lucia
- Cappella dell'Icona
- Convento francescano di Colobraro (con annessa chiesa di Sant'Antonio)
- Chiesa dell'Annunziata

### Architettura militari
- Castello Carafa

## Società

### Evoluzione demografica
Abitanti censiti

## Economia
Il paese presenta modeste risorse agricole (frutta, foraggi, olive e uva) e dell'allevamento (ovini e lavorazione dei formaggi). È uno dei comuni dediti alla coltivazione del peperone di Senise IGP.

## Sport

### Calcio
La principale squadra di calcio della città è l'A.S.D. Colobraro che milita nel girone C lucano di 2ª Categoria.